# Llista de cràters de Puck
En aquest article només es mostra els noms oficials aprovats per l'International Astronomical Union (IAU).
Aquesta és una llista de cràters amb nom de Puck, un dels satèl·lits naturals d'Urà descobert el 1985 per la sonda espacial Voyager 2. Tots els cràters han estat identificats durant la missió de la sonda espacial Voyager 2, l'única que ha arribat fins ara a Puck. Les dades recollides durant el sobrevol proper no han estat suficients per determinar les coordenades i les dimensions de les característiques de superfície per a les quals la UAI identifica les característiques mitjançant mapes fotogràfics. S'espera que altres missions puguin proporcionar dades més precises.
El 2019, els 3 cràters amb nom de Puck representaven el 0,05% dels 5475 cràters amb nom del Sistema Solar. Altres cossos amb cràters amb nom són Amaltea (2), Ariel (17), Cal·listo (142), Caront (6), Ceres (115), Dàctil (2), Deimos (2), Dione (73), Encèlad (53), Epimeteu (2), Eros (37), Europa (41), Febe (24), Fobos (17), Ganímedes (132), Gaspra (31), Hiperió (4), Ida (21), Itokawa (10), Janus (4), Japet (58), Lluna (1624), Lutècia (19), Mart (1124), Mathilde (23), Mercuri (402), Mimas (35), Miranda (7), Oberó (9), Plutó (5), Proteu (1), Rea (128), Šteins (23), Tebe (1), Terra (190), Tetis (50), Tità (11), Titània (15), Tritó (9), Umbriel (13), Venus (900), i Vesta (90).

Fotografia de Puck (Urà xv) realitzada per la sonda espacial Voyager 2 al seu pas per Urà, 1986
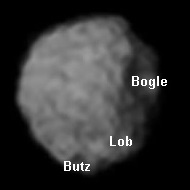
Localització dels cràters amb nom de Puck

Hi ha molts cràters a superfície de Puck, però només tres d'ells tenen nom.

## Llista
Els cràters de Puck porten els noms de d'esperits malèfics i entremaliats, semblants a Puck, presents en el folklore de diverses cultures.
| Cràter | Coordenades | Diàmetre (km) | Epònim                                           | Ref.  |
| ------ | ----------- | ------------- | ------------------------------------------------ | ----- |
| Bogle  | n. d.       | n. d.         | Bogle - Esperits entremaliats escocesos.         | WGPSN |
| Butz   | n. d.       | n. d.         | Butz - Esperits malvats o entremaliats alemanys. | WGPSN |
| Lob    | n. d.       | n. d.         | Lob - Esperits entremaliats britànics.           | WGPSN |